# كهف باتشو كيرو
كهف باتشو كيرو (بالبلغارية: пещера „Бачо Киро)‏ يقع على بعد 5 كم (3.1 ميل) غرب مدينة دريانوفو، بلغاريا، على بعد 300 متر (980 قدمًا) فقط من دير دريانوفو.
خلصت دراسة أجريت على بقايا تم العثور عليها في كهف باتشو كيرو إلى أن البشر في العصر الحجري القديم العلوي لديهم سلالة نياندرتال، مما يؤكد الصلة بين أقدم البشر المعاصرين في أوروبا والناس في وقت لاحق في أوراسيا.